# Hamza Yusuf
Hamza Yusuf (n. Mark Hanson, Walla Walla, Washington, Estados Unidos el 1 de enero de 1960) es un académico islámico estadounidense, y uno de los cofundadores del Zaytuna College.
Es asesor del Centro de Estudios Islámicos en la Asociación Teológica de Posgrado de Berkeley. También es miembro de la junta de asesores de George Russell's One Nation, una iniciativa filantrópica que promueve el pluralismo y la inclusión en Estados Unidos. Además, es el vicepresidente del Centro Global de Guía y Renovación, el cual fue fundado y actualmente es presidido por Abdallah bin Bayyah.
Fue uno de los signatarios de A Common Word Between Us and You, una carta abierta escrita por académicos islámicos a líderes cristianos, en la cual llamaban a la paz y el entendimiento. El periódico británico The Guardian indicó que "Hamza Yusuf es probablemente el académico islámico de occidente más influyente". De igual manera, la revista The New Yorker dijo que Yusuf es "tal vez el académico islámico más influyente del mundo occidental".